# 111-та артилерійська бригада (Білорусь)
111-та артилерійська бригада — військове формування підпорядковане Західному оперативному командуванню Сухопутних сил Збройних сил Білорусі.
Розташування бригади — місто Берестя.

## Історія

### Бригада у складі ЗС СРСР
111-та артилерійська бригада була сформована 1939 року у Великих Луках.
Брала участь у радянсько-фінській війні у складі 7-ї радянської армії й штурмувала Виборг.
У 1940-41 роках розміщалася у Білій Церкві.
У Другу Світову війну обороняли Вітебськ та Москву, звільняли Білорусь й Литву, штурмували Кенінгсберг.
У 1945-61 роках розміщалася у Бобруйську. З 1961 року — у Бересті.

### Бригада у складі ЗС Білорусі
1992 року бригада присягнула народу Білорусі.
До 2002 року знаходилася на території Берестейської фортеці.